# 南通科技职业学院
南通科技职业学院，是位于江苏省南通市的一所公办普通专科高校。

## 历史
- 1945年，在重庆建立国立高级农业职业学校（“国立高农”），隶属国民政府教育部。
- 1946年，迁至南通。
- 1947年，更名国立南通高级农业职业学校。
- 1949年1月，迁往上海。
- 1949年7月，迁回南通三里墩。
- 1949年10月，更名苏北南通农业学校。
- 1953年10月，更名江苏省南通农业学校。
- 1958年7月，增挂南通农业专科学校牌子，增设南通农业学校永平分校。
- 1959年，两校与分校合一。
- 1962年10月，更名南通专区农业干校。
- 1965年，恢复江苏省南通农业学校。
- 1975年4月，成立南通地区五七农业大学。
- 1979年4月，恢复江苏省南通农业学校。
- 2003年7月，更名南通农业职业技术学院。
- 2014年，改名为南通科技职业学院。

## 专业设置
- 园林园艺系

- 人文科学系

- 机电工程系

- 经济贸易与管理系

- 信息工程系

- 环境与资源系

- 生物工程系